# Contra iluminación

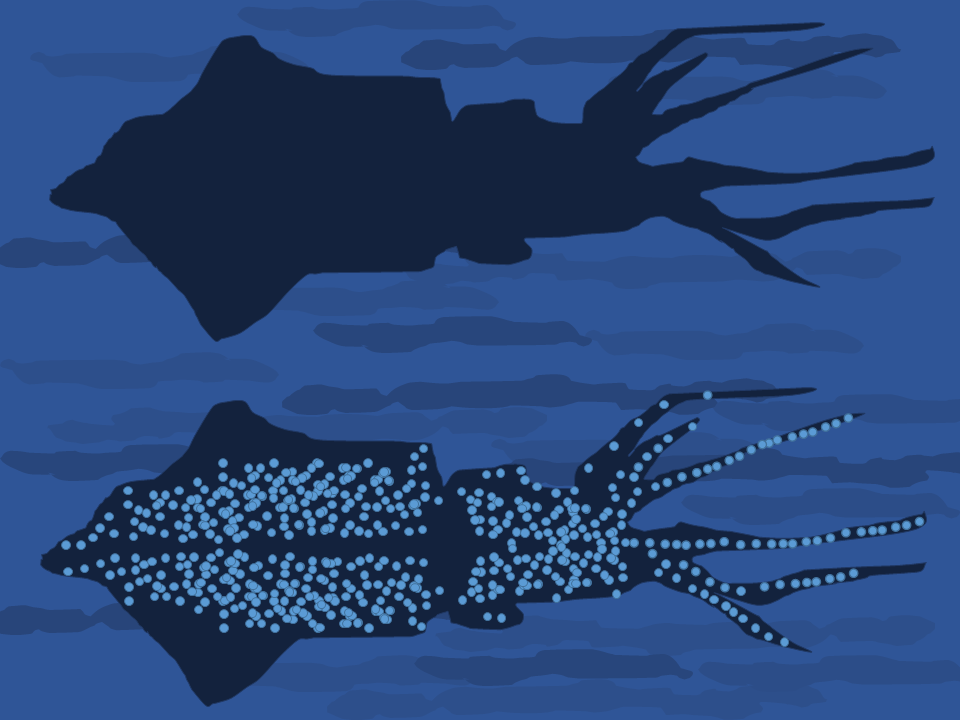
Principio del camuflaje de contrailuminación del calamar luciérnaga, Watasenia scintillans. Cuando un depredador lo ve desde abajo, la luz del animal ayuda a que su brillo y color coincidan con la superficie del mar.

La contra iluminación es un método de camuflaje activo que se observa en animales marinos como el calamar luciérnaga y el pez guardiamarina, y en prototipos militares, y que produce una luz que coincide con su fondo tanto en brillo como en longitud de onda.
Los animales marinos de la zona mesopelágica (media agua) tienden a aparecer oscuros contra la superficie brillante del agua cuando se los observa desde abajo. Pueden camuflarse, a menudo de los depredadores pero también de sus presas, produciendo luz con fotóforos bioluminiscentes en sus superficies orientadas hacia abajo, reduciendo el contraste de sus siluetas con el fondo. La luz puede ser producida por los propios animales o por bacterias simbióticas, a menudo Aliivibrio fischeri.
La contrailuminación se diferencia del contrasombreado, que utiliza solo pigmentos como la melanina para reducir la apariencia de las sombras. Es uno de los tipos dominantes de camuflaje acuático, junto con la transparencia y el plateado. Los tres métodos hacen que los animales en aguas abiertas se asemejen a su entorno.
La contrailuminación no llegó a ser ampliamente utilizada en el ámbito militar, pero durante la Segunda Guerra Mundial se probó en barcos en el proyecto canadiense de camuflaje con iluminación difusa, y en aviones en el proyecto estadounidense de luces Yehudi.

## En animales marinos

### Mecanismo

#### Contrailuminación y contrasombreado

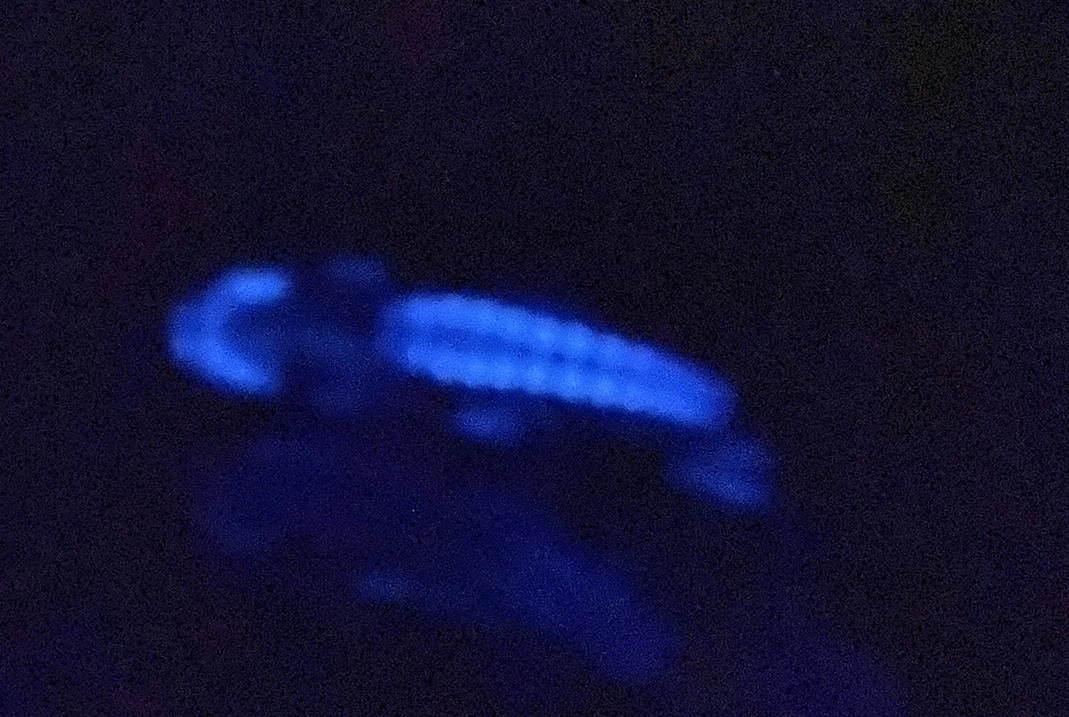
Fotóforos contra-iluminados que iluminan la parte inferior del pez hacha Argyropelecus olfersii

En el mar, la contrailuminación es uno de los tres métodos dominantes de camuflaje submarino, los otros dos son la transparencia y el plateado. Entre los animales marinos, especialmente los crustáceos, cefalópodos y peces, el camuflaje por contrailuminación ocurre cuando la luz bioluminiscente de los fotóforos en la superficie ventral de un organismo se combina con la luz que irradia el entorno. La bioluminiscencia se utiliza para oscurecer la silueta del organismo producida por la luz descendente. La contrailuminación se diferencia del contrasombreado, también utilizado por muchos animales marinos, que utiliza pigmentos para oscurecer la parte superior del cuerpo mientras que la parte inferior es lo más clara posible con pigmento, es decir, blanco. El contrasombreado falla cuando la luz que incide sobre la parte inferior del animal es demasiado débil para que parezca aproximadamente tan brillante como el fondo. Esto ocurre comúnmente cuando el fondo es la superficie relativamente brillante del océano y el animal está nadando en las profundidades mesopelágicas del mar. La contrailuminación va más allá del contrasombreado, iluminando en realidad la parte inferior del cuerpo.

#### Fotóforos

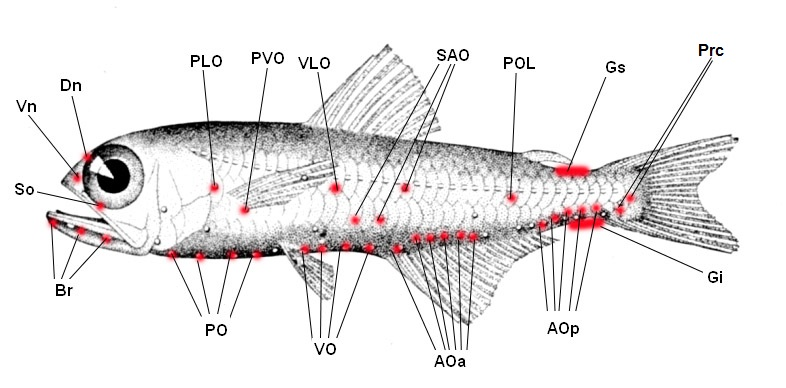
Fotóforos en un pez linterna, el pez de aguas profundas más común en todo el mundo

La contrailuminación se fundamenta en órganos capaces de emitir luz, conocidos como fotóforos. Estas estructuras, que tienen una forma aproximadamente esférica, se manifiestan como puntos brillantes en diversos organismos marinos, tales como peces y cefalópodos. El fotóforo puede presentar una simplicidad notable o ser tan sofisticado como el ojo humano, contando con elementos como lentes, obturadores, filtros de color y reflectores.

Sección sagital del gran órgano productor de luz en forma de ojo del calamar hawaiano, Euprymna scolopes. El órgano alberga la bacteria simbiótica Aliivibrio fischeri.

En el calamar bobtail hawaiano (Euprymna scolopes), la bioluminiscencia se origina en un órgano luminoso de gran complejidad, compuesto por dos lóbulos, que se encuentra en la cavidad del manto. En la parte superior de este órgano, en su lado dorsal, se halla un reflector que orienta la luz hacia abajo. Justo debajo, se encuentran criptas revestidas de epitelio que albergan bacterias simbióticas capaces de producir luz. Más abajo, se localiza una estructura similar a un iris, formada por divertículos del saco de tinta, y por último, se encuentra una lente. Tanto el reflector como la lente tienen su origen en el mesodermo. La luz generada se proyecta hacia abajo, con una parte que se emite directamente y otra que se refleja. Aproximadamente el 95% de las bacterias luminiscentes son eliminadas cada mañana al amanecer; posteriormente, la población de estas bacterias en el órgano luminoso aumenta gradualmente durante el día, alcanzando un máximo de alrededor de 10^12 bacterias al anochecer. Esta especie se oculta en la arena durante el día para evitar depredadores y no intenta contrailuminación, ya que esto requeriría una luz significativamente más intensa que la que su órgano puede producir. La luz emitida se filtra a través de la piel en la parte inferior del calamar. Para regular la producción de luz, el calamar tiene la capacidad de modificar la forma de su iris y ajustar la intensidad de los filtros amarillos en su parte inferior, lo que probablemente altera el equilibrio de las longitudes de onda emitidas. La producción de luz está relacionada con la intensidad de la luz ambiental, siendo aproximadamente un tercio más brillante; además, el calamar es capaz de detectar cambios en el brillo de manera repetida.

#### Coincidencia de intensidad de luz y longitud de onda
Por la noche, los organismos nocturnos adaptan tanto la longitud de onda como la intensidad de la luz de su bioluminiscencia a la de la luz de la luna y la dirigen hacia abajo mientras nadan, para ayudarlos a pasar desapercibidos para cualquier observador que se encuentre debajo.

Espectro de luz visible que muestra colores en diferentes longitudes de onda, en nanómetros

En el calamar destello (Abralia veranyi), una especie que migra diariamente entre la superficie y las aguas profundas, un estudio mostró que la luz producida es más azul en aguas frías y más verde en aguas más cálidas, sirviendo la temperatura como guía para el espectro de emisión requerido. El animal tiene más de 550 fotóforos en su parte inferior, que consisten en filas de cuatro a seis fotóforos grandes que recorren el cuerpo y muchos fotóforos más pequeños dispersos sobre la superficie. En agua fría, a 11 grados Celsius, los fotóforos del calamar produjeron un espectro simple (unimodal) con su pico en 490 nanómetros (azul-verde). En aguas más cálidas, a 24 grados Celsius, el calamar añadió una emisión más débil (formando un hombro en el costado del pico principal) a alrededor de 440 nanómetros (azul), del mismo grupo de fotóforos. Otros grupos permanecieron sin iluminar: otras especies, y quizás A. veranyi de sus otros grupos de fotóforos, pueden producir un tercer componente espectral cuando sea necesario. Otro calamar, Abralia trigonura, es capaz de producir tres componentes espectrales: a 440 y 536 nanómetros (verde), que aparecen a 25 Celsius, aparentemente de los mismos fotóforos; y a 470-480 nanómetros (azul-verde), fácilmente el componente más fuerte, a 6 Celsius, aparentemente de un grupo diferente de fotóforos. Muchas especies pueden además variar la luz que emiten haciéndola pasar a través de una selección de filtros de color.
El camuflaje de contrailuminación redujo a la mitad la depredación entre los individuos que lo empleaban en comparación con los que no lo empleaban en el pez guardiamarina Porichthys notatus.

Diagrama de un pequeño tipo de fotóforo en la piel de un cefalópodo, Abralia trigonura, en sección vertical.

#### Bioluminiscencia autógena o bacteriogénica
La bioluminiscencia utilizada para la contrailuminación puede ser autógena (producida por el propio animal, como en los cefalópodos pelágicos como Vampyroteuthis, Stauroteuthis y los pulpos pelágicos de la familia Bolitaenidae) o bacteriogénica (producida por simbiontes bacterianos). La bacteria luminiscente suele ser Aliivibrio fischeri, como por ejemplo en el calamar bobtail hawaiano.

### Objetivo

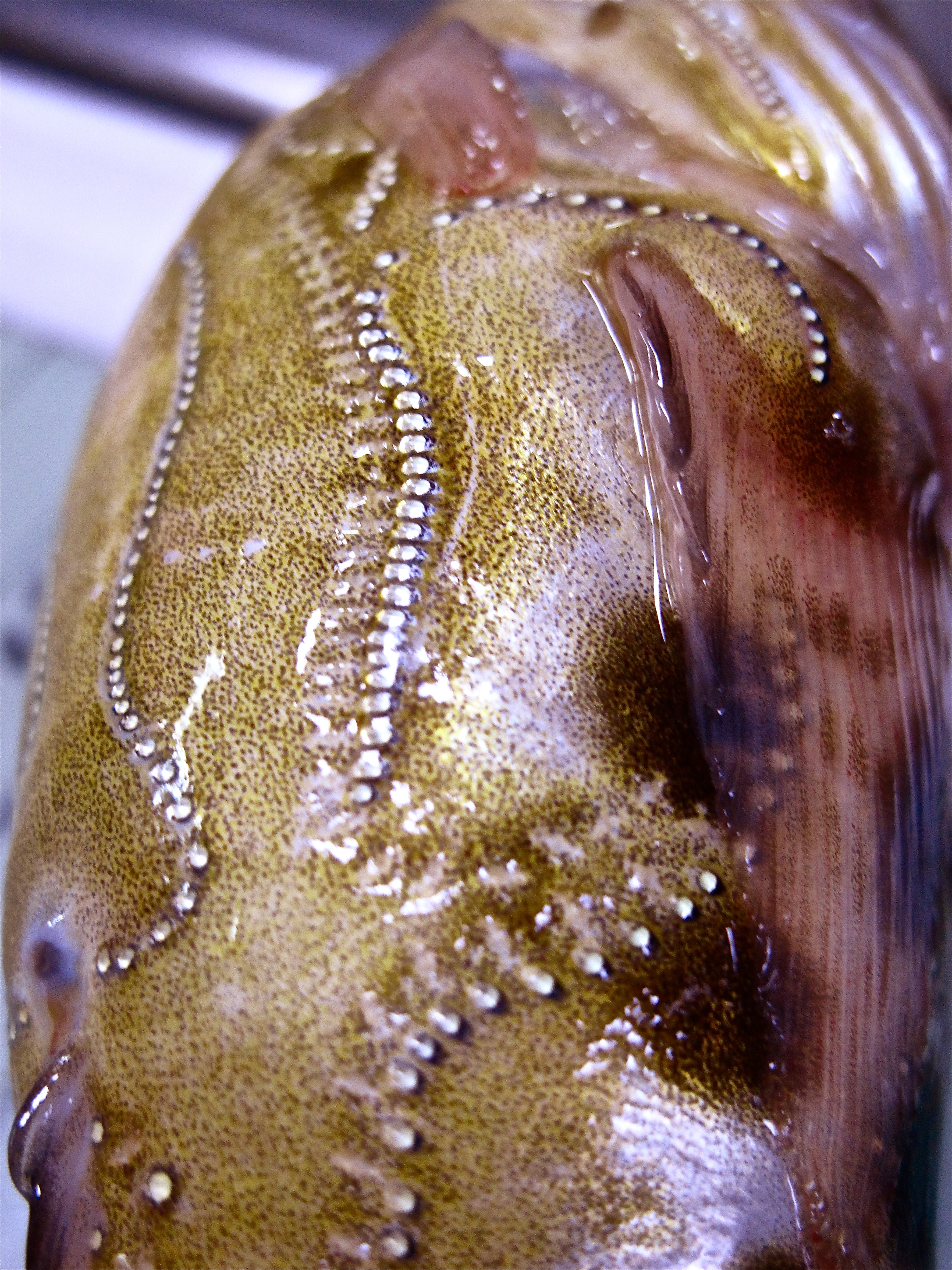
Fotóforos de un pez guardiamarina nocturno, cuya bioluminiscencia reduce a la mitad su tasa de depredación

#### Escondiéndose de los depredadores
La reducción de la silueta es principalmente una defensa contra los depredadores para los organismos mesopelágicos (de aguas intermedias). La reducción de la silueta causada por la luz descendente altamente direccional es importante, ya que no hay refugio en aguas abiertas y la depredación ocurre desde abajo. Muchos cefalópodos mesopelágicos, como el calamar luciérnaga (Watasenia scintillans), los crustáceos decápodos y los peces de aguas profundas utilizan contrailuminación; funciona mejor para ellos cuando los niveles de luz ambiental son bajos, dejando la luz difusa descendente desde arriba como la única fuente de luz. Algunos tiburones de aguas profundas, incluidos Dalatias licha, Etmopterus lucifer y Etmopterus granulosus, son bioluminiscentes, probablemente para camuflarse de los depredadores que atacan desde abajo.

#### Escondiéndose de la presa
Además de su eficacia como mecanismo para evitar a los depredadores, la contrailuminación también sirve como una herramienta esencial para los propios depredadores. Algunas especies de tiburones, como el tiburón linterna de vientre aterciopelado de aguas profundas (Etmopterus spinax), utilizan la contrailuminación para permanecer ocultos a sus presas. Otros ejemplos bien estudiados incluyen el tiburón cortador de galletas (Isistius brasiliensis), el pez hacha marino y el calamar bobtail hawaiano. Más del 10% de las especies de tiburones pueden ser bioluminiscentes, aunque algunas, como los tiburones linterna, pueden utilizar la luz para hacer señales y camuflarse.

### Derrotando el camuflaje de contrailuminación
Un animal camuflado por contrailuminación no es completamente invisible. Un depredador podría distinguir fotóforos individuales en la parte inferior de una presa camuflada, si tuviera una visión suficientemente aguda, o podría detectar la diferencia restante de brillo entre la presa y el fondo. Los depredadores con una agudeza visual de 0,11 grados (de arco) podrían detectar fotóforos individuales del pez linterna de Madeira Ceratoscopelus maderensis a una distancia de hasta 2 metros y podrían ver la disposición general de los grupos de fotóforos con una agudeza visual más pobre. Algo similar se aplica también a Abralia veranyi, pero se delató en gran medida por sus aletas y tentáculos apagados, que aparecen oscuros contra el fondo desde una distancia de hasta 8 metros. De todos modos, el camuflaje de contrailuminación de estas especies es extremadamente eficaz, reduciendo radicalmente su detectabilidad.

## Prototipos militares
El camuflaje activo en forma de contrailuminación rara vez se ha utilizado con fines militares, pero se ha utilizado como prototipo en el camuflaje de barcos y aviones desde la Segunda Guerra Mundial en adelante.

### Para barcos

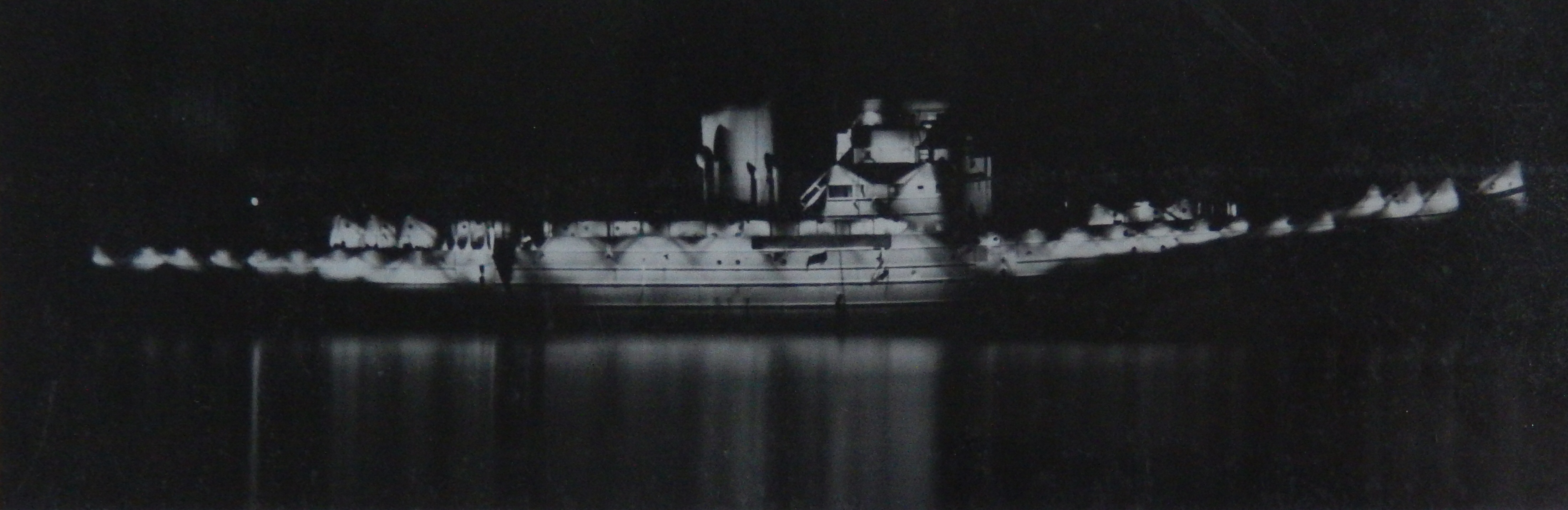
Prototipo de camuflaje con iluminación difusa, no del todo completo y ajustado al máximo brillo, instalado en el HMS en 1942

El camuflaje de iluminación difusa, en el que se proyecta luz visible sobre los costados de los barcos para que coincida con el tenue resplandor del cielo nocturno, fue probado por el Consejo Nacional de Investigación de Canadá a partir de 1941, y luego por la Marina Real, durante la Segunda Guerra Mundial. Se montaron unos 60 proyectores de luz alrededor de todo el casco y en la superestructura de los barcos, como el puente y las chimeneas. En promedio, el sistema redujo la distancia a la que se podía ver un barco desde un submarino en la superficie en un 25% usando binoculares, o en un 33% usándolo a simple vista. El camuflaje funcionó mejor en noches claras sin luna: en una noche como esa de enero de 1942, el HMS <i id="mwAQA">Largs</i> no fue visto hasta que se acercó a 2060 metros cuando estaba contrailuminado, pero era visible a 4800 metros sin iluminación, una reducción del alcance del 57%.

### Para aeronaves

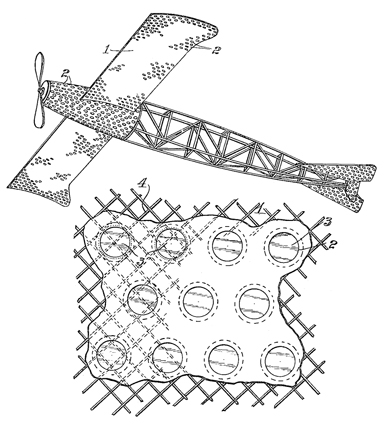
Solicitud de patente de Mary Taylor Brush de 1917 para camuflar un monoplano Morane-Borel utilizando bombillas

En 1916, la artista estadounidense Mary Taylor Brush experimentó con el camuflaje en un monoplano Morane-Borel utilizando bombillas alrededor del avión y presentó una patente en 1917 que afirmaba que era "capaz de producir una máquina que es prácticamente invisible cuando está en el aire". El concepto no se desarrolló más durante la Primera Guerra Mundial.

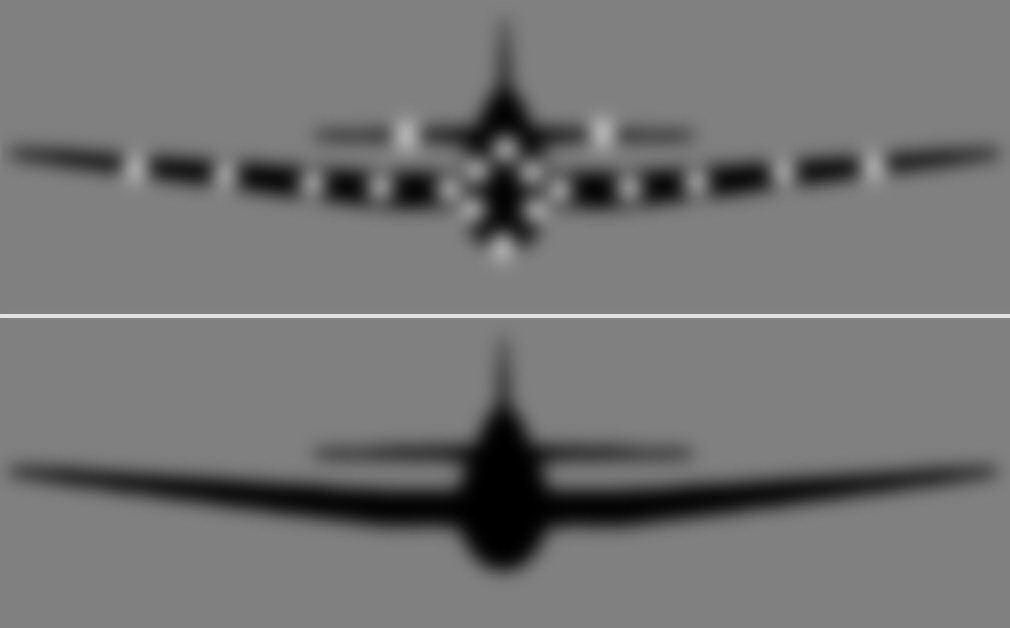
Las luces Yehudi apuntadas hacia adelante en el Grumman TBM Avenger aumentaron el brillo promedio del avión desde una forma oscura al mismo brillo que el cielo.

El concepto de barco canadiense se probó en aviones estadounidenses, incluidos los B-24 Liberators y los TBM Avengers, en el proyecto de luces Yehudi, que comenzó en 1943, utilizando lámparas orientadas hacia adelante que se ajustaban automáticamente para coincidir con el brillo del cielo. El objetivo era permitir que una aeronave de búsqueda marina equipada con radar se acercara a un submarino en la superficie a 30 segundos de su llegada antes de ser visto, para permitir que la aeronave lanzara sus cargas de profundidad antes de que el submarino pudiera sumergirse. No había suficiente energía eléctrica disponible para iluminar toda la superficie del avión, y las lámparas externas a modo de camuflaje de iluminación difusa habrían interferido con el flujo de aire sobre la superficie del avión, por lo que se eligió un sistema de lámparas apuntando hacia adelante. Estos tenían un haz con un radio de 3 grados, por lo que los pilotos tenían que volar con el morro del avión apuntando directamente al enemigo. Con viento cruzado, esto requería una trayectoria de aproximación curva, en lugar de una trayectoria recta con la nariz apuntando contra el viento. En las pruebas de 1945, no se vio un Avenger contrailuminado hasta 3000 yardas (2,7 km) de su objetivo, en comparación con 12 millas (19,3 km) para una aeronave sin camuflar.
La idea fue retomada en 1973 cuando un F-4 Phantom fue equipado con luces de camuflaje en el proyecto "Compass Ghost".